# St. Marien (Breitenau)

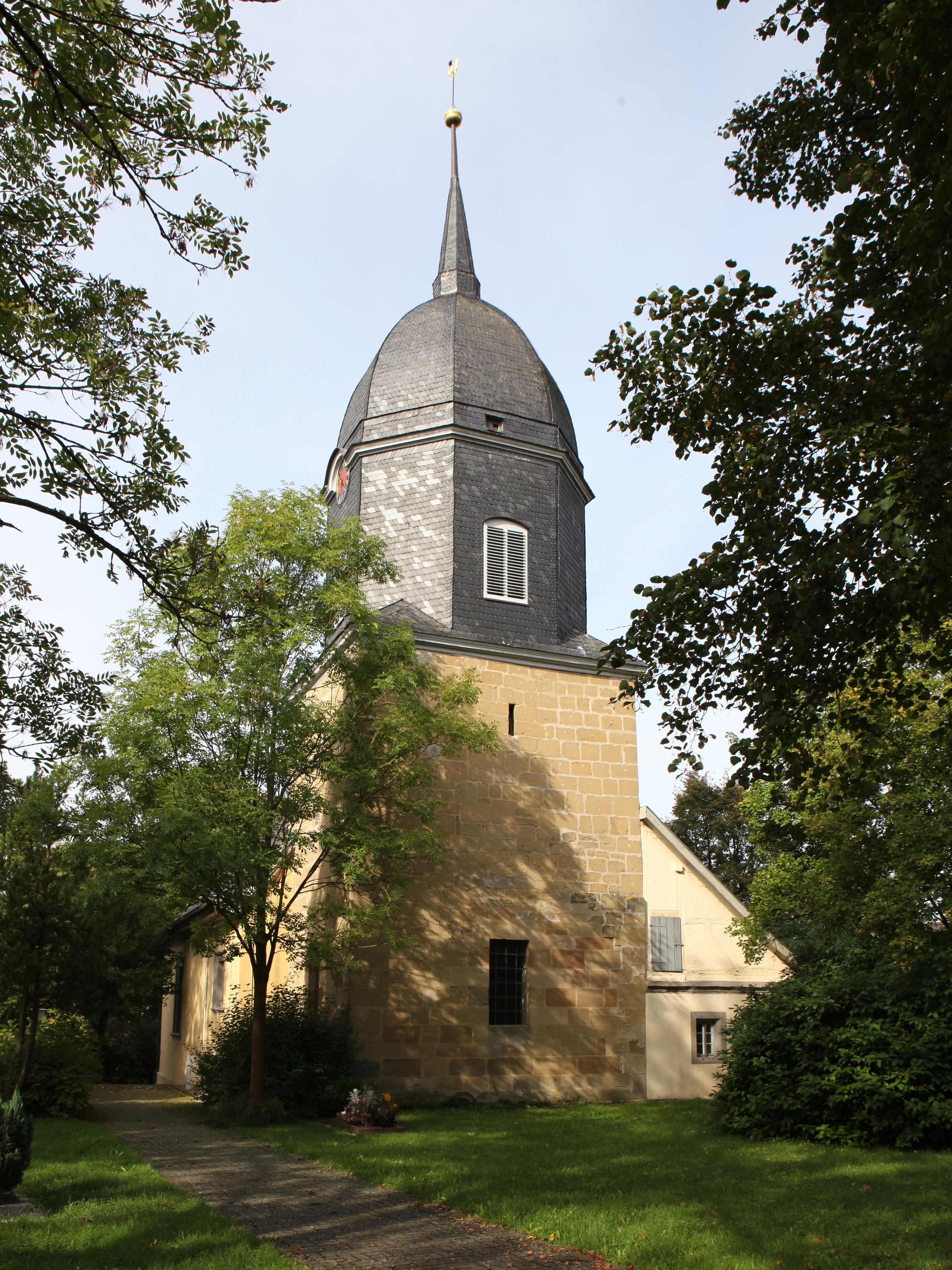
St. Marien in Breitenau

Die evangelisch-lutherische Kirche St. Marien im oberfränkischen Breitenau, einem Gemeindeteil von Bad Rodach im Landkreis Coburg, stammt in ihrem Kern von einem Gotteshaus, das wohl 1298 erbaut wurde.

## Geschichte
Die erste Kirche in Breitenau soll gemäß einem Pfarrbuch aus dem Jahr 1560 im Jahr 1298 errichtet worden sein. Die ursprünglich romanische Anlage wurde bis 1500 um einen Turm über dem Altarhaus und eine Sakristei erweitert. Die verschieferte Turmhaube wurde 1605 nach einem Unwetter neu errichtet. Im späten 17. oder frühen 18. Jahrhundert erfolgte der Um- und Ausbau des Kirchenschiffes zu seiner heutigen Gestalt. Die Herren des Rittergutes neben der Kirche, von 1464 bis 1596 das Coburger Adelsgeschlecht von Bach, waren die Kirchenpatrone. Sie hatten ihre Erbbegräbnisse in der Kirche. Die Reformation wurde 1521 eingeführt.
Die Breitenauer Kirchengemeinde gehörte ursprünglich zur Pfarrei Oettingshausen beziehungsweise zur Urpfarrei Heldburg. Ihre Selbstständigkeit erlangte sie mit Genehmigung des Würzburger Bischofs Johann III. von Grumbach im Jahr 1464. In Folge des Dreißigjährigen Kriegs war die Pfarrstelle von 1638 bis 1719 nicht besetzt. Im Jahr 1873 erfolgte eine Vereinigung mit der Pfarrei Großwalbur mit Dienstsitz des Pfarrers in Großwalbur, die 1999 nach einem neuen Zusammenschluss mit der Pfarrei Gauerstadt endete. Der Kirchturm wurde 1950/52 saniert. Renovierungen der Kirche erfolgten unter anderem 1981/82.

## Baubeschreibung

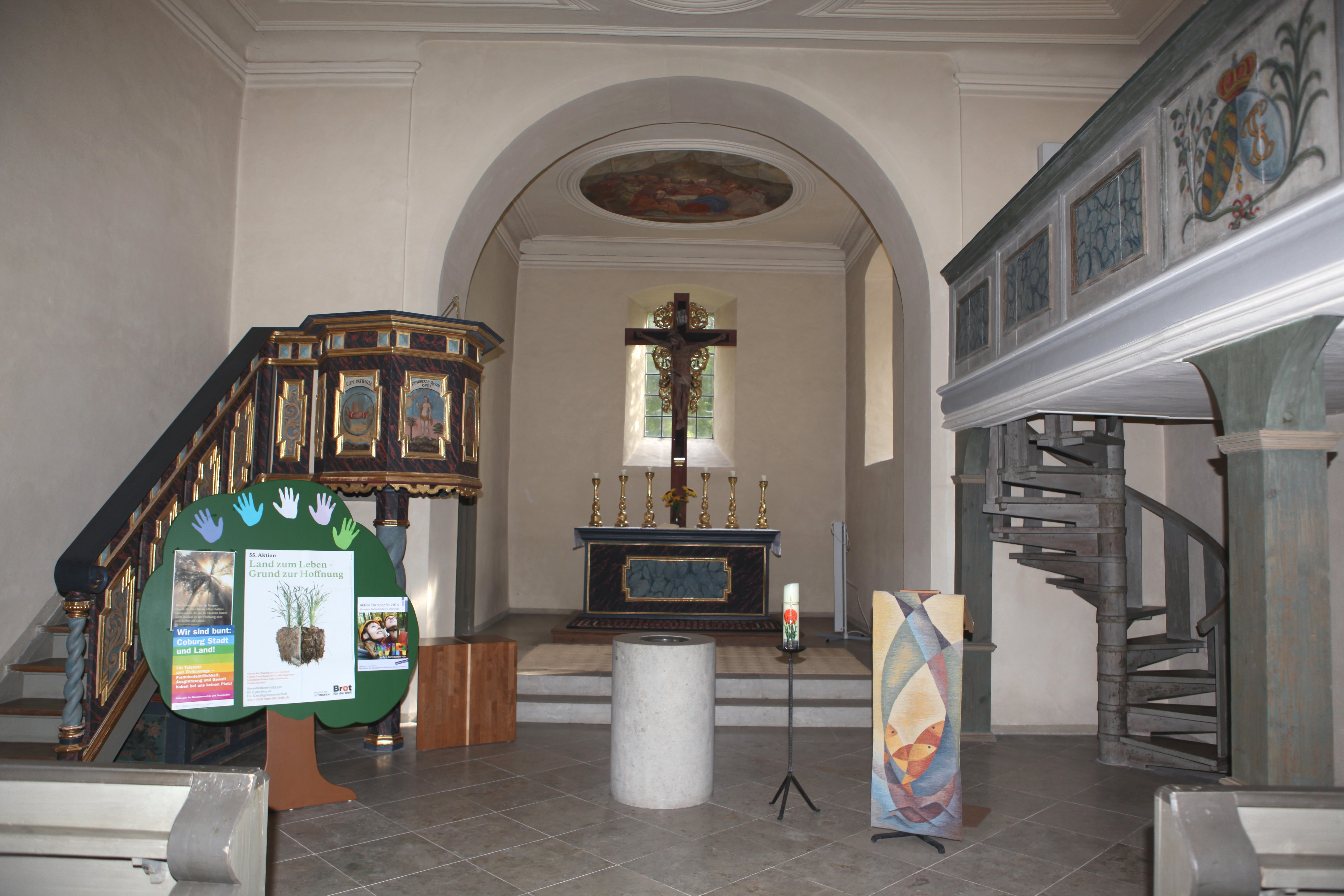
Chorraum

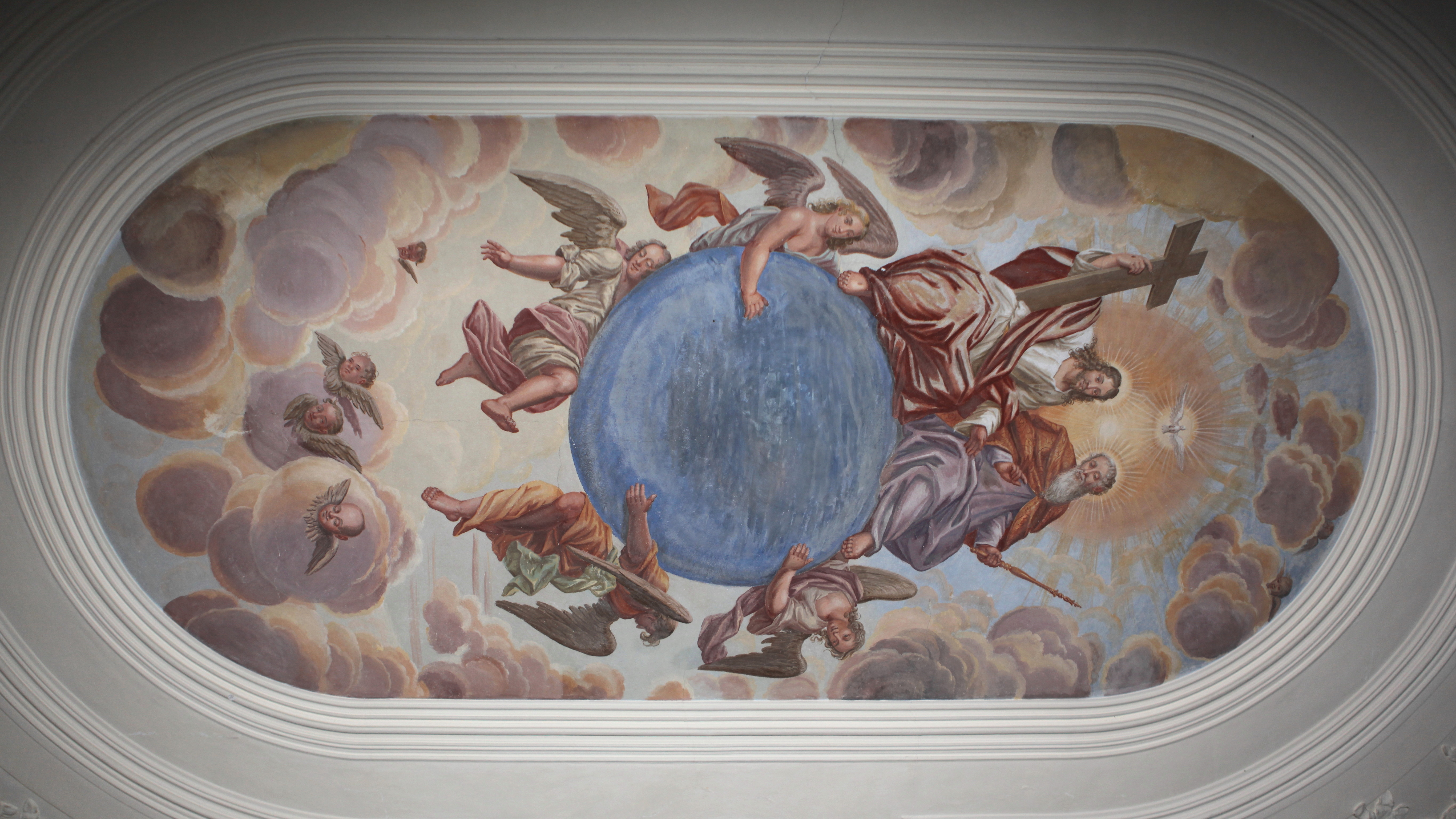
Deckengemälde

Die Chorturmkirche steht, das Ortsbild prägend, an einem Hang oberhalb von Breitenau. Der 32 Meter hohe Kirchturm hat ein verschiefertes, achteckiges Geschoss und eine runde Kuppel. Das Sockelgeschoss des Kirchturms mit dem 4,4 Meter langen und 4,5 Meter breiten Chor und Teile des Kirchenschiffes bestehen aus mittelalterlichem Mauerwerk. Der Chor hat eine Flachdecke und an der Ost- und Südseite je ein mittelgroßes, rechteckiges Fenster mit Ohren. Ein rippenloses Kreuzgewölbe überspannt 4,5 Meter lange und 3,5 Meter breite Sakristei  nördlich des Kirchturms. Ein rundbogiger Triumphbogen befindet sich zwischen dem Altarraum und dem Langhaus.
Das Langhaus ist 13,8 Meter lang und 7,8 Meter breit. Im Innenraum steht eine dreiseitige eingeschossige hölzerne Empore. Ihn überspannt eine verputzte Flachdecke mit Stuckverzierungen von Akanthuswerk und Deckengemälden. Das große Gemälde stellt die Trinität dar, in der Mitte Gottvater und Christus sitzend auf der von den vier Erzengeln getragenen Weltkugel in Wolken und darunter die Taube, an den vier Seiten die Evangelisten. Ein weiteres Deckengemälde im Altarraum zeigt die Einsetzung des Abendmahls. Die Kunstwerke entstanden um 1719 und sind Arbeiten des Coburger Hofmalers Johann Schuster. Die Fenster und Türen sind rechteckig und mit Ohren ausgebildet.
Die Kanzel aus dem 18. Jahrhundert am nördlichen Triumphbogenpfeiler ruht auf einer gewundenen Säule und ist mit Bildern und Sprüchen verziert. Markant ist ein großer, in Stein gehauener Kopf mit einer Krone und weiten Augen in der Nordwestecke am Aufgang zur Orgelempore. Er stammt wohl aus dem 16. Jahrhundert.
Die Orgel wird auf die Zeit um 1730 datiert. Im Jahr 1810 wurde sie durch den Neustädter Orgelbauer Georg Christoph Hofmann hergerichtet und 1961 durch das Ostheimer Orgelbauunternehmen Gebrüder Hoffman restauriert. Das Instrument hat neun Register auf einem Manual und Pedal. Der dreiteilige Prospekt steht über einem leicht geschwungenen Grundriss.